# Mesembriomys macrurus
Il ratto dal dorso dorato (Mesembriomys macrurus  Peters, 1876) è un roditore della famiglia dei Muridi endemico dell'Australia

## Descrizione

### Dimensioni
Roditore di grandi dimensioni, con la lunghezza della testa e del corpo tra 190 e 270 mm, la lunghezza della coda tra 290 e 350 mm, la lunghezza del piede tra 48 e 52 mm, la lunghezza delle orecchie tra 24 e 27 mm e un peso fino a 330 g.

### Aspetto
Le parti superiori sono grigio-giallastro, con una larga banda rossiccia-dorata che si estende dal capo fino alla base della coda, mentre le parti inferiori sono biancastre. Le orecchie sono lunghe e nerastre. La coda è più lunga della testa e del corpo, il terzo basale è grigio, mentre il resto è bianco e termina con un ciuffo di peli.

## Biologia

### Comportamento
È una specie notturna e arboricola, sebbene passi parecchio tempo al suolo. Costruisce nidi all'interno di alberi cavi e tra la densa vegetazione, come gli alberi di Pandanus.

### Alimentazione
Si nutre di fiori, frutta, insetti, germogli e foglie.

### Riproduzione
Si riproduce in gran parte dell'anno.

## Distribuzione e habitat
Questa specie è diffusa nelle aree costiere nella regione di Kimberley, Australia Occidentale e sulle isole di Carlia, Margaret, Hidden, Uwins e Wollaston. L'areale era in passato esteso a tutta l'Australia settentrionale. Nel Territorio del Nord l'ultima osservazione risale al 1969.
Vive nelle foreste pluviali tropicali, nelle savane dominate dall'Eucalipto, in aree con presenza di Pandanus e anche lungo le spiagge.

## Conservazione
La IUCN Red List, considerato il vasto areale e sebbene in passato abbia sofferto di gravi declini della popolazione, classifica M. macrurus come specie a rischio minimo (Least Concern).